# Roland Becker
Pour les articles homonymes, voir Becker.
Roland Becker est un musicien français, né à Auray (Morbihan - Bretagne), le 1er juillet 1957. Sonneur de bombarde (hautbois populaire de Bretagne), saxophoniste, compositeur-arrangeur et chercheur, Roland Becker compte parmi les musiciens de la scène actuelle bretonne. Auteur de onze albums studio, il donne des concerts en France. Spécialiste de la musique bretonne de tradition populaire, il donne également des conférences et master-class. Il est l'auteur de plusieurs livres portant sur différents aspects de la musique et de la culture bretonnes (les sœurs Goadec, le chanoine Mahé, la sonnerie de bassin).

## Biographie
Roland Becker naît en 1957. Arrière-petit-fils d'un chef d'orchestre allemand, son père Willi, né en Haute Silésie (Allemagne, devenue province de Pologne), fut enrôlé au front russe à l’âge de 17 ans et demi. Soldat de la Wehrmacht blessé au front, il finit la guerre par hasard au sein de la prison de Rennes. Employé ensuite pour ses compétences en élevage dans la ferme de la Chartreuse des sœurs d'Auray, il décide de rester dans ce pays d'adoption et épouse une jeune femme de La Trinité-sur-Mer avant de devenir charcutier à Auray. Pour Roland, dont le frère devient charcutier, c'est l'école laïque.

### Débuts musicaux
Habitant le quartier de la gare et élève à l'école publique Joseph Rollo, il joue avec les enfants des cheminots et participe, depuis l'âge de neuf ans, au Centre jeunesse SNCF qu'anime Pierre Guillet, fondateur du bagad des cheminots d'Auray. Il lui propose en janvier 1969 de rejoindre la Kevrenn Alré, pour jouer de la bombarde. Âgé de onze ans, il n'a aucune expérience pratique de la musique mais son père étant ami avec le porte-drapeau Job Gouriff, il s'est fait une idée de la musique du bagad. Il commence l'apprentissage de la bombarde avec Joël Le Nouen. Après trois semaines de répétitions, il accompagne Pierre Guillet à un concert de musique celtique à Vannes, où se produisent notamment le jeune harpiste Alan Cochevelou (qu'il se souvient entendre jouer Poupée de cire, poupée de son et chanter en breton), un trio de bombardes de la Kevrenn de Rennes et un duo de cornemuses des frères Allain. Pour son commerce, son père parcourt la campagne pour acheter des bêtes ; il y noue des relations conviviales qui l'amènent à être souvent invités aux noces. le jeune Roland, qui accompagne parfois ses parents, reste marqué par ces voix puissantes et hautes qui s'élèvent au milieu du repas en réponse à deux hommes qui se levaient.
En 1970, ses parents lui offrent un saxophone. Il suit alors les cours d'Yves Rouillard puis s'inscrit au conservatoire de Vannes. À cette époque, il est au collège Le Verger d'Auray avec des sonneurs du bagad. Bernard Hugnet, leur professeur de musique, les encourage à monter un ensemble de flûtes à bec qu'ils appellent Kavadenn (création) en 1974. Avec d'autres jeunes membres du bagad, il forme une mini formation pour se produire en fest-noz, ce que le bagad ne tolère pas vraiment, utilisant la notoriété de la Kevrenn pour un autre contexte. Il commence à harmoniser des airs de musique bretonne avec une consonance Renaissance, en s'inspirant de ce qu'il joue au collège. Il se présente avec ses amis au Kan ar Bobl, qu'ils gagnent trois années consécutives dans la catégorie « Recherche musicale ». Après cet ancrage, il quitte temporairement les sonneurs pour des études de saxophone, contrebasse et musique de chambre au Conservatoire de Région de Rennes. Initié au jazz par son professeur de saxo Roland Audefroy, il obtient un prix de saxophone et redécouvre par là-la musique bretonne : lors de stages avec Jean-Louis Chautemps, l'importance des phrasés le pénètre et le convainc de mêler ces styles. En mai 1975, lors du meeting anti centrale nucléaire d’Erdeven, il joue pour la première fois aux côtés d'Alan Stivell. À 19-20 ans, il est sollicité par le harpeur pour l’enregistrement de sa Symphonie celtique : Tír na nÓg puis l’année suivante, en tant que sonneur soliste et penn-bombardes (directeur du pupitre), pour la création au festival interceltique de Lorient devant 12 000 spectateurs au stade du Moustoir. Parallèlement, il apprend l’histoire de l’art et le métier de sculpteur sur bois et s'initie à la musique de couple biniou-bombarde avec Yvon Palamour et Alain Le Buhé, fondateur du Bagad Roñsed-Mor.

### Directeur musical de la Kevrenn Alré
Dans les années 1970, la tradition paysanne cède le pas à une "bretonnité" urbaine, en phase avec la société, ce qui est visible dans l'esprit frondeur des bagadoù fondateurs. En 1974, âgé de 17 ans, il prend la direction du pupitre bombarde du bagad et arrange son répertoire. Mais il a très envie depuis quelques années d'orienter la Kevrenn vers la création sans rester dans l'héritage traditionnel. En 1977, il découvre la musique contemporaine au conservatoire national de région de Rennes, « une musique un peu libre et improvisée comme celle des anciens sonneurs » selon lui. La Kevrenn Alré accède en première catégorie et il passe son diplôme du CNR de Rennes, où il doit jouer une œuvre du compositeur japonais Ryō Noda, rappelant les échelles non tempérées des bombardes à six trous du pays vannetais. Lui qui, pendant ses études classiques, perfectionne la bombarde, en augmentant entre autres le nombre de clés, retourne écouter les « maîtres sonneurs de tradition du pays » : Yvon Palamour, Alain Le Buhé, Loeiz Le Braz, Jean-Claude Jégat… Il prend conscience que ce qui fait les particularismes et la noblesse de la bombarde, et de la musique bretonne de ce fait, ce sont précisément les « limites » de cet instrument. Les sonneurs lui donnent du répertoire et l'initie au style traditionnel. Avec Alain Le Buhé, il sonne en couple binioù-bombarde sur des instruments anciens aux échelles non tempérées et réalise ses premiers concours.
L'envie lui vient alors de composer une musique mêlant tradition et innovation. La Kevrenn Alré, qui envisage le bagad comme un orchestre et souhaite s'ouvrir à l'harmonisation, l'encourage dans cette voie. En 1978, au championnat national des bagadoù de Lorient, le bagad présente sa composition Gavotenn torr-penn (la danse casse-tête), adaptée de la rythmique à cinq temps du standard jazz Take Five. À 22 ans, il est à nouveau primé au Kan ar Bobl de Lorient par un jury partagé et pour la première fois au Championnat des sonneurs de Gourin avec Hubert Raud. En devenant penn-soner, il prend la direction de l'ensemble qui remporte, en cette année 1979, le titre de Champion de Bretagne. Il signe désormais compositions et arrangements du groupe qui devient l'un des moteurs d'une musique bretonne évolutive (1er prix de recherche musicale la même année). En 1981, le bagad alréen remporte une seconde fois le titre de champion des bagadoù en présentant La Bataille d'Auray, un « oratorio conceptuel » de vingt-sept minutes basé sur des structures rythmiques et mélodiques que l'on retrouve dans la musique populaire bretonne. Composée par Roland Becker, la musique s'inspire des événements historiques d'Auray durant la guerre de succession des ducs de Bretagne en 1364 (l'unique danse, un endro, vient au finale). Elle marque l'évolution de la musique bretonne contemporaine, dans le fond et dans la forme en incluant la notion de « spectacle », comme lors du festival des cinq nations à Dublin l'année suivante.
Roland Becker préside le bagad en 1983. Maurice Pommereuil participe à partir de 1983 avec Roland à la composition rythmique de morceaux contemporains défiant la logique de l'époque. Les compositions musicales de Roland Becker puisent en partie leur inspiration dans un répertoire non traditionnel, la chorégraphie se calque sur ses partitions, intégrant des structures rythmiques inusitées en danse bretonne. En 1990, il quitte temporairement la direction musicale de la Kevrenn pour consacrer plus de temps à sa carrière professionnelle (CD, livre, recherches, compositions, clarinettiste). En 1994, il écrit Hommage aux Goadec créé par la Kevrenn Alré, qui s'inscrit dans une "trilogie" avec l'hommage aux Maîtres sonneurs en 1995 et Noce bretonne en pays de Vannes en 1997.. En 1996, le bagad, à nouveau sous la direction de Roland Becker, remporte un sixième titre de champion. En 1998, il présente au concours de Lorient un répertoire ancien, populaire en pays vannetais, arrangé par Roland Becker qui s'est inspiré du chant de Job Kerlagad. Mais il termine une seconde fois derrière le bagad Kemper. Roland Becker quitte la Kevrenn Alré cette même année.

### Expériences musicales

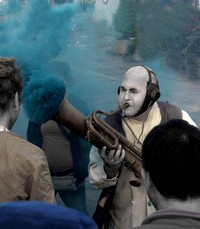
La chaudière à musique, spectacle de rues aux Jeudis du port à Brest en 2005.

En plus de figurer parmi les meilleurs sonneurs de couple, avec Philippe Quillay puis Hubert Raud, il souhaitait réaliser un jazz celtique à l'image du rock celtique pour combiner ses deux instruments et genres musicaux qui partagent la même histoire. Cela est les cas dès son premier album Fallaën en 1982, qui se double d'une poétique mystique portant sur les éléments naturels. Les collaborations avec Alan Stivell, qu'il place au sommet de son panthéon personnel, en tant que soliste pour la Symphonie celtique : Tír na nÓg notamment, sont des expériences fortes. La réputation de Becker grandi. Le festival des Tombées de la Nuit à Rennes et le festival interceltique de Lorient lui proposent, en 1986, de tenir les rênes d'un spectacle complet, Lug Samildanac'h qui comporte des images projetées, un décor et un son imposants, avec son groupe Megalithic Orchestra, rassemblant quinze cornemuses, une section rythmique et trente saxophones. Bien que ce projet demeure sans prolongement faute de budgets, la réalisation d'un nouvel album Gavrinis reprend le thème des mégalithes pour s'inscrire dans la mythologie celtique et le concept de fusion proche du langage du premier opus. Il participe de plus à plusieurs formations ethno-jazz-rock. Mais au début des années 1990, il choisit de revenir vers la tradition, en faisant notamment des stages d'ethnomusicologie pour approfondir les fondamentaux. Cela se retrouve dans ses albums suivants : En Bretagne morbihannaise, Jour de fête & fête de nuit.
Tels que le décrivaient les collecteurs du XIXe siècle, il fait revivre le fameux ONB (Orchestre national breton) : bombarde-biniou koz-tambour. Pour l'album sorti en 1998, il pioche dans le Manuscrit du chanoine Joseph Mahé, publié en 1825, de très anciens airs en y ajoutant sa touche personnelle (bruits oubliés, cloches de chapelles, meuglements d'animaux ou grincements de charrettes). Il a ce goût de la mise en scène, avec un brin de provocation, mais le sens du détail, comme dans la création des costumes et accessoires inspirés des gravures d'Olivier Perrin (Breiz Izel, 1835) pour le spectacle « Breizh Izel ». Afin de retranscrire ce que pouvait entendre un paysan au quotidien ou lors de fêtes dans le pays de Pontivy-Auray, il utilise un instrumentarium élargi venu du XIXe siècle. En 2000, l'album qui suit, Er Roué Stevan, est un "opéra rural" de musique traditionnelle croisé au contemporain, très récompensé. L'univers païen est conduit par les prophéties du personnage historique mystérieux qu'est le roué Stevan, les douze titres évoluant en fonction de l'histoire, tel que le disque précédent, Jour de fête et fête de nuit, dont l'art populaire était présenté comme un "film sonore". Il recrée, à travers un duo (Kof a Kof avec Régis Huiban), puis un ensemble plus étoffé (M. Kerbec et ses Belouzes), ces petits orchestres moitié balouche moitié fest-noz tels qu'ils existaient dans les années d'entre-deux-guerres, mêlant sonorités swing New Orleans, musette et gavotte. Ses spectacles donnent l'impression de ne pas se prendre au sérieux, même si un énorme travail est réalisé en amont, sur la mise en scène, les costumes et la musique.
Il compose et propose quelques productions discographiques, « aussi expérimentales que brillantes » selon l'avis du journaliste Ronan Gorgiard. Il crée en 2002 son propre studio qu'il baptise Kavadenn (Création), qui s'inscrit dans la continuité de sa société de production Oyoun Musik. En studio, Roland Becker « se révèle le grand maître du collectage musical, reconstruisant l'histoire à travers les sons, mêlant ceux d'autrefois à ceux rendus possibles par les machines modernes ». En effet, avec Kof a Kof, il réalise l'album éponyme qui obtient en 2002 le Prix Produit en Bretagne et le duo reçoit le titre de champion de Bretagne et le Prix Ouest-France, distinctions qu'il reçoit à nouveau en 2004, entouré de 107 musiciens pour Monsieur Kerbec et ses Belouzes, dans la continuité de ce cabaret breton. En 2008, il s'exprime dans son album Chants dans la nuit à travers un langage trilingue : musiques traditionnelles menées par la bombarde, musique pop-folk et musiques électroniques. Ces trois univers de Kanou an noz accompagnent des voix venues souvent d'au-delà de la mort, mises en valeur par de somptueux arrangements. Cet explorateur de musique, précurseur sur plusieurs points, se définit comme un « brocanteur et sculpteur de sons », qui a croisé les influences du groupe fusion Magma et du sonneur virtuose Guy Salaün, le chanteur et sonneur Job Kerlagad et la musique de chambre…

### Aide ponctuelle pour le bagad Elven

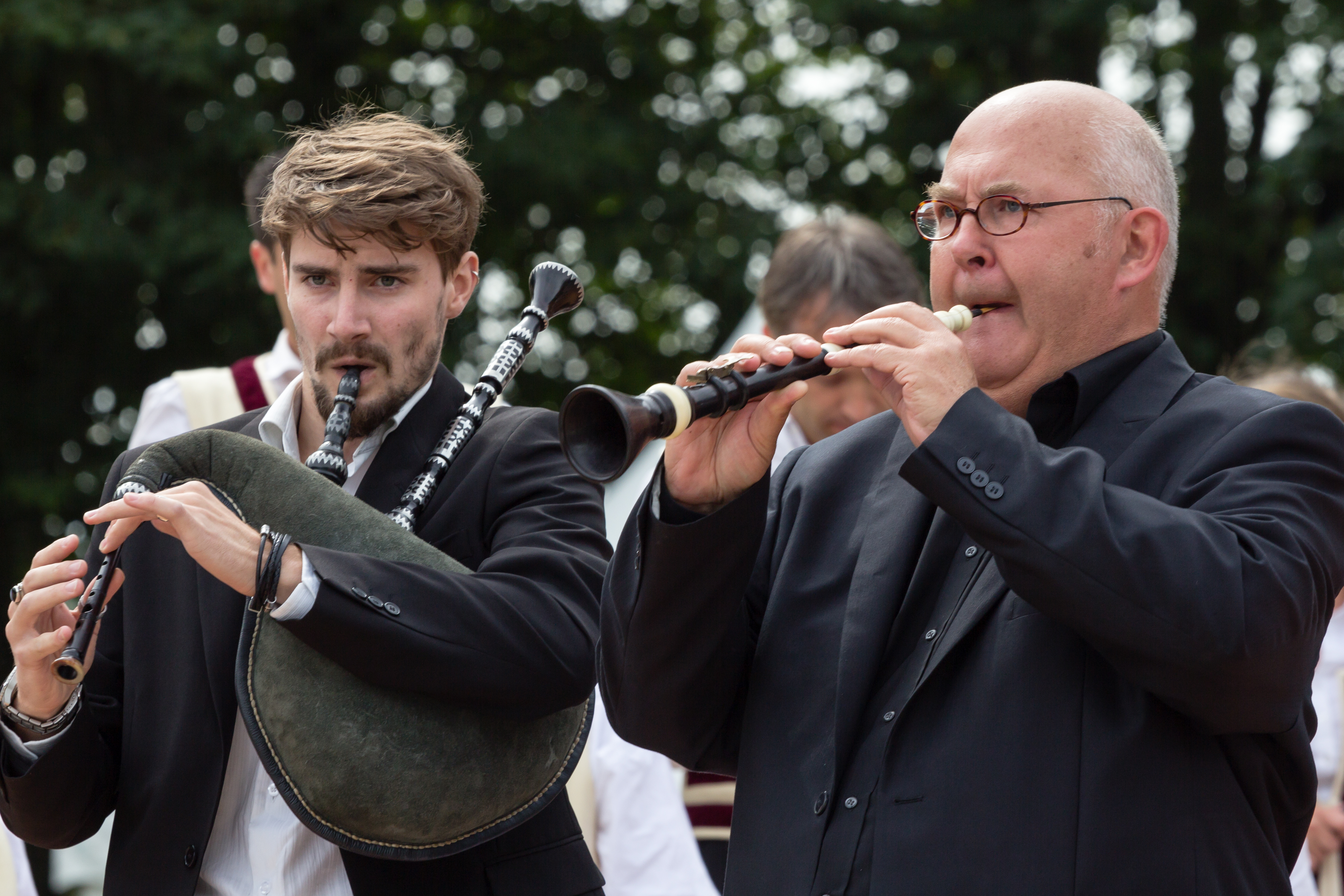
Roland Becker avec le bagad Elven en 2012.

Roland Becker commence à travailler avec l'association du bagad Elven à partir de 2005, qui lui demande dans un premier temps des conseils musicaux, et il prend peu à peu en charge une place grandissante dans l'ensemble. En 2009, l'ensemble décroche sa place en 2e catégorie, puis accède à la 1re catégorie lors de l'édition 2012. Il travaille aussi avec le bagad sur leur second album, Mémoires d'aujourd'hui, qui est publié en 2008 et reprend des collectages d'airs de 1966 ainsi que des écritures contemporaines.

## Discographie
- 1982 : Fallaen (rééd. CD Keltia Musique 1998)[27]
- 1991 : Gavr'Inis (Escalibur / Coop Breizh)
- 1993 : En Bretagne morbihannaise (Arfolk / Coop Breizh)
- 1995 : Jour de fête & fête de nuit (Arfolk / Coop Breizh)En concert au FIL de Lorient le 9 août 2021.

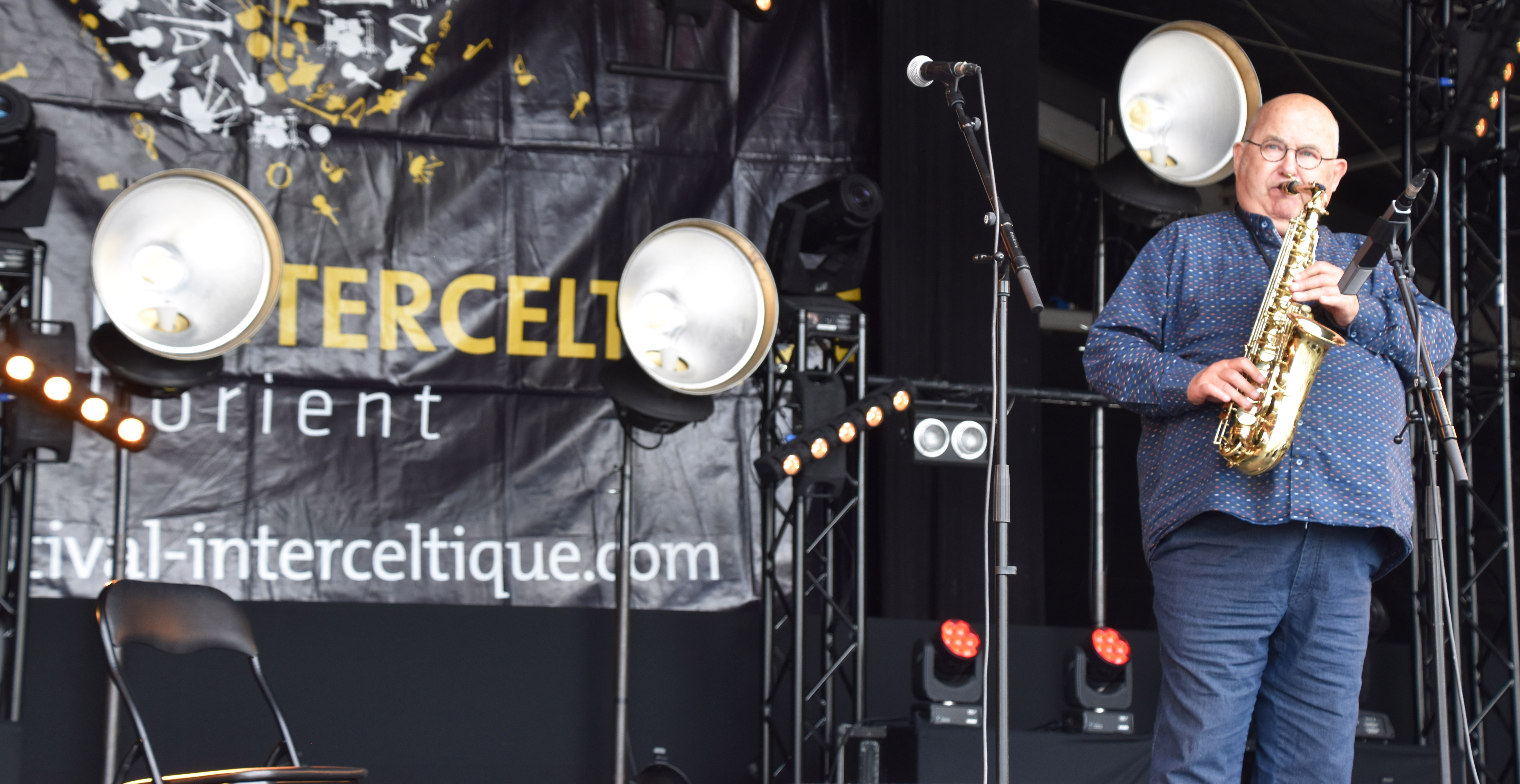
En concert au FIL de Lorient le 9 août 2021.

- 1998 : L'Orchestre National Breton (Oyoun Muzik / Coop Breizh)[28]
- 2000 : Er roué Stevan (Carpe Diem / L’Autre Distribution), avec l'ONB
- 2002 : Kof a Kof : Au Café breton (Oyoun Muzik / Coop Breizh)
- 2004 : Monsieur Kerbec et ses belouzes (Oyoun Muzik / Coop Breizh)
- 2008 : Chants dans la nuit - Kanou an noz (Oyoun Muzik / Coop Breizh)
- 2010 : Immrama (Oyoun Muzik / Avel Ouest / Coop Breizh)[29]

### Invités successifs
- 1991 : Gilles Servat (texte dit), Jean-Luc Chevalier (guitare électrique) - album Gavr'Inis
- 1993 : André Le Meut et d'autres sonneurs - album En Bretagne morbihannaise
- 1995 : Jean-Christophe Maillard (fifre), Michel Godard (serpent) - album Jour de fête & fête de nuit
- 2000 : Erik Marchand (chant), Carlo Rizzo (tambourin multitimbral), Patrick Bouffard (vielle à roue), Michel Aumont (clarinette) - album Er roué Stevan
- 2004 : Philippe Legris : tuba - album Monsieur Kerbec et ses belouzes
- 2010 : Bob Coke (mixage) - album Immrama

## Distinctions
- 1974, 1975, 1976 : Prix de Recherche musicale au Kan ar Bobl avec son premier groupe Kavadenn
- 1979 : Prix de Recherche musicale du Kan ar Bobl
- 1982 : Grand Prix de la Celtavision Bretagne
- 1996 : Grand Prix International du Disque décerné par l’Académie Charles Cros pour l'album Jour de fête & fête de nuit
- 1998 : Nommé parmi les 10 Bretons de l’année par le journal Le Télégramme
- 2000, 2001 et 2003 : Prix Ouest-France avec le duo Kof a Kof (avec Régis Huiban)
- 2001 : Grand Prix Prizioù décerné par France 3 Bretagne/Pays de la Loire pour l'album Er roué Stevan
- 2003 : Grand prix du disque Produit en Bretagne 2003 décerné par Produit en Bretagne pour l'album Kof a Kof (avec Régis Huiban)
- 2011 : grand prix du disque Produit en Bretagne décerné pour l'album Immrama

### Championnat de Bretagne des sonneurs bombarde-binioù
- 1979, 1985, 1993, 1994 : champion avec Hubert Raud (bagpipe)
- 1992 : champion avec Philippe Quillay (binioù)
- 2000, 2001, 2003 : lauréat de Musique Traditionnelle en duo avec Régis Huiban (accordéon chromatique)
- 2008 : vice-champion avec Frédéric Miossec (binioù)
- 2009 : lauréat des Pays de l'Aven, Pays de Pontivy et Pays gallo avec Lionel Le Page (binioù)

## Collaborations

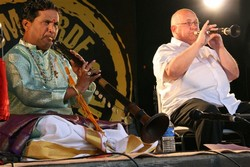
Nadaswaram (Inde du Sud) et Roland Becker (Bretagne) - Création Festival Bombardes et Cie - Cléguérec 2008

- 1976 : Breiz Izel de Bernard de Parades (Création de la musique pour l'ensemble de flûtes à bec Kavadenn)
- 1979 : Symphonie celtique : Tír na nÓg, Alan Stivell - Album, 1979 et Création, 1980 (bombarde soliste et direction des sonneurs)
- 1981 : La Bataille d'Auray (1364) - Album Kevrenn Alré (composition et direction artistique)
- 1982 : La Messe Bretonne - Création de Pierrick Houdy (bombarde soliste)
- 1984 : Quand les Bretons passent à table - Album Dastum/Buhez (bombarde-binioù avec Laurent Bigot)
- 1985 : Kanerion Pleuigner + Roland Becker - création Festival Interceltique de Lorient (direction et saxophone)
- 1986 : Lug Samaildanac'h - Création avec le photographe Yvon Boelle et le plasticien Patrick Jackson-Rhorer
- 1990 : Les Basses de Bretagne - Création avec Sylvain Kassap, François Corneloup, Michel Aumont et Yannick Jory (saxophone baryton)
- 1990 : Kevrenn Alré - Album Kevrenn Alré (direction artistique, compositions et arrangements)
- 1991 : Saxonéon & Bandophone - Création du duo saxophone-bandonéon avec le bandéoniste Gaston Lorho (saxophones)
- 1992 : Création Bretagne Afrique avec Ernest Ahippah, artiste musicien et conteur ivoirien (bombarde)
- 1993 : Breton Connections - Album Georges L. Jouin (bombarde)
- 1996 : Musiques buissonnières - exposition d'objets sonores - coll. Roland Becker, Archives Départementales du Morbihan
- 1997 : Les Festives Halles - (création et direction artistique du festival des arts de la rue de Questembert)
- 1997 : Colortaléa - Ensemble vocal féminin - dir. Agnès Brosset (bombarde et chalemie)
- 1998 : Me 'zalc'h ennon ur fulenn aour - Création Denez Prigent (direction et arrangements du bagad)
- 1998 : La-ri-don-gé ! - Album Kevrenn Alré (direction artistique, compositions et arrangements)
- 2001 : 50 ans ! - Album Kevrenn Alré (direction artistique et arrangements de la suite en Hommage aux Sœurs Goadec)
- 2005 : Quatuor de saxophones Carré Mêlé - Album Carré Mêlé (composition et arrangements)
- 2008 : Mémoire d'aujourd'hui - Album Bagad Elven (direction artistique et arrangements)
- 2008 : Nadaswaram + Roland Becker - Création Inde du Sud et Bretagne - Cléguérec, Festival Bombardes et Compagnie (bombarde)
- 2010 : Arz Nevez + Roland Becker - Création au Centre culturel Amzer Nevez, Plœmeur (composition et saxophones)
- 2012 : Bagad Elven - collaborateur musical

## Filmographie
- 1987 : Pondi chérie ! de Yves Porgroult (bande originale)
- 1990 : Symphonie Bretagne de Franco Callafuri (bande originale)
- 1991 : Kevrenn Alré, ethno-clip de Xavier Bellanger (compositeur)
- 2011 : Tous au Larzac, film documentaire de Christian Rouaud (musique additionnelle)
- 2024 : Théret nº487, film documentaire de Julien Hillion (bande originale)

### DVD
- Une légende bretonne, Bagad!, Pathé Music DVD, 2006 (interview de Roland Becker)

#### Livres et articles écrits par Roland Becker
- 1978 : La Bataille d'Auray, 1364, livret de l'oratorio La Bataille d'Auray, 1364, texte & musique : Roland Becker
- 1986 : Saxophonissimo, livret de l'exposition, Bibliothèque, Ville de Pontivy
- 1994 : La musique bretonne (coécrit avec Laure Le Gurun), Spézet, Coop Breizh, 1996  (ISBN 290992419X)
- 1996 : Airs du Temps - Souffles continus, coécriture du livret de l'exposition - Château de la Roche Jagu, Ploezal
- 1996 : « Instruments buissonniers », revue Pays de Bretagne, mai 1996
- 1996 : Musique bretonne : histoire des sonneurs de tradition, ouvrage collectif réd. sous la dir. de Laurent Bigot, revue ArMen, Douarnenez, Éd. le Chasse-Marée-"ArMen", 1996.
- 1998 : « Le chaudron magique » in L'homme, le minéral et la musique, textes réunis par Jacques Coget, Parthenay, Éd. Modal, 2000
- 1999 : « Maîtres-Sonneurs de jungle, gwerz parkérienne… », revue ArMen, no 100
- 2006 : « La gavotte, le jazz et la java. Évolutions des pratiques instrumentales de 1900 à 1950 », revue Kreiz Breizh, no 6
- 2008 : « Marion-Cagnard. Les banieù de Locmariaquer », revue Musique bretonne, no 210
- 2009 : « Lucien Laroche. Vers une école de musique bretonne savante », revue Musique bretonne, no 212
- 2017 : « Joseph Mahé (1760-1831). Premier collecteur de musique populaire de Haute et Basse-Bretagne. Biographie, manuscrit et analyse », Rennes, Dastum & Presses universitaires de Rennes, coll. Patrimoine oral de Bretagne n° 8, 2017
- 2019 : Les sœurs Goadec : Comment trois sœurs du Centre de la Bretagne sont devenues des chanteuses mythiques  (préf. Denez), Ouest-France, 2019, 352 p. (ISBN 978-2-7373-8116-4 et 2-7373-8116-9)
- 2023 : Roland Becker et Laure Le Gurun, Sonnerie de bassin, un intrigant rituel du solstice, Stéphane Batigne éditeur, 2023, 156 p. (ISBN 9791090887633)

#### Livres et articles à son sujet
- « Roland Becker », Musique bretonne, no 31, novembre 1982, p. 2-7, lire en ligne
- Serge Moëlo, « Becker : de Kavadenn à Fallaen », Musique bretonne, no 34, février 1983, p. 16-24, lire en ligne
- Nicolas Milliot, « Le parcours musical de Roland Becker », ArMen, no 105,‎ août 1999
- Daniel Morvan (photogr. Bernard Galéron), Bretagne : Terre de Musiques, E-novation, coll. « Bretagne ma Terre », 2001, 144 p. (ISBN 978-2-9516936-0-9), « Roland Becker : Un opéra des champs », p. 20-21
- Jacques Michenaud, « Roland Becker, alias Monsieur Kerbec : « J'ai besoin de rêver pour faire rêver les gens » », Musique bretonne, no 188, janvier 2005, p. 18-21
- Ronan Gorgiard, L'étonnante scène musicale bretonne, Plomelin, Palantines, coll. « Culture et patrimoine », 2008, 255 p. (ISBN 978-2-911434-98-3), « La scène bretonne actuelle », p. 170-171
- Michel Toutous, « Roland Becker, une plume sonore », ArMen, no 169,‎ mars-avril 2009, p. 50-54
- Thierry Jigourel (préf. Pascal Lamour), Festoù-Noz : Histoire et actualité d'une fête populaire, CPE, coll. « Reflets de terroir », 2009 (ISBN 978-2-84503-683-3 et 2-84503-683-3), « La bombarde enchantée du Roue Becker », p. 100-101

#### Émissions radiophoniques à son sujet
- Roland Becker, fou d’histoire, France Culture, 17 juin 2022, en ligne.